# Guglielmo De Parisio
(Liber Regiminum Paduae)
Guglielmo de Parisio (... – Gallipoli, gennaio 1269) è stato un nobile e condottiero, appartenente ad una famiglia della Capitanata originaria di Parigi, che si distinse negli ultimi anni della sua vita durante il passaggio dagli svevi agli angioini nel Regno di Sicilia nella seconda metà del XIII secolo.
Era barone di diverse città a nord ovest della Capitanata, in Basilicata e Terra d'Otranto ed è stato tra i principali ribelli durante le rivolte anti angioine nel Regno di Sicilia nonché fautore di Corradino di Svevia. Fu catturato tra Brindisi e Gallipoli verso la fine del 1268 e impiccato nella piazza della città gallipolina verso gli inizi del 1269 quando Carlo I d'Angiò, dopo aver rotto l'assedio, lo fece condannare a morte.
I suoi beni furono donati al connestabile del Regno di Sicilia Jean Britaud.